# Pete Desjardins
Ulise Joseph „Pete” Desjardins (ur. 12 kwietnia 1907 w St. Pierre-Jolys, zm. 6 maja 1985 w Miami) – amerykański skoczek do wody. Trzykrotny medalista olimpijski.
Jego rodzice przeprowadzili się z Kanady, gdy był małym chłopcem. Brał udział w dwóch igrzyskach (IO 24, IO 28), na obu zdobywał medale. W 1924, jako siedemnastolatek, zajął drugie miejsce w skokach z trzymetrowej trampoliny. Cztery lata później triumfował w obu rozgrywanych konkurencjach mężczyzn, skokach z trampoliny i wieży. W 1966 został przyjęty do International Swimming Hall of Fame. Był wielokrotnym mistrzem kraju.